# Mittelpersische Tagesnamen
Jeder Tag (rōs) im Monat (māh) wurde in der Periode des mittelpersischen Sprachgebrauchs folgendermaßen bezeichnet.
| Tag im Monat | mittelpersische (pahlavi) Bezeichnung |
| ------------ | ------------------------------------- |
| 1.           | Ohrmasd                               |
| 2.           | Wahman                                |
| 3.           | Ardwahischt                           |
| 4.           | Schahrewar                            |
| 5.           | Spandārmad                            |
| 6.           | Hordād                                |
| 7.           | Amurdād                               |
| 8.           | Day pad Ādur                          |
| 9.           | Ādur                                  |
| 10.          | Ābān                                  |
| 11.          | Chwar                                 |
| 12.          | Māh                                   |
| 13.          | Tir                                   |
| 14.          | Gosch                                 |
| 15.          | Day pad Mihr                          |
| 16.          | Mihr                                  |
| 17.          | Srōsch                                |
| 18.          | Raschn                                |
| 19.          | Frawardīn                             |
| 20.          | Wahrām                                |
| 21.          | Rām                                   |
| 22.          | Wād                                   |
| 23.          | Day pad Dēn                           |
| 24.          | Dēn                                   |
| 25.          | Ard (Ahrischwang)                     |
| 26.          | Aschtād                               |
| 27.          | Asmān                                 |
| 28.          | Sāmyād                                |
| 29.          | Māraspand                             |
| 30.          | Anagrān                               |

Jeder Tag wurde in einzelnen Tageszeiten (rōsgār) eingeteilt. Die fünf Zeiten (Gāhs):
| Zeitraum                         | mittelpersische (pahlavi) Bezeichnung |
| -------------------------------- | ------------------------------------- |
| Morgen                           | Hāwan                                 |
| Nachmittag                       | Rapihwin                              |
| Abend                            | Usērin                                |
| Sonnenuntergang bis Mitternacht1 | Ēbsrūsrim                             |
| Mitternacht bis Morgendämmerung1 | Uschahin                              |

1zusammen als Nacht (Schab) bezeichnet.